# Мадридский симфонический оркестр
Мадридский симфонический оркестр (исп. Orquesta Sinfónica de Madrid) — старейший из ныне существующих симфонических оркестров Испании. Сформирован в 1903 г. музыкантами распущенного оркестра Мадридского концертного общества — первого постоянно действующего испанского симфонического оркестра.
Первый концерт нового коллектива состоялся 4 февраля 1904 года и состоял из произведений Моцарта, Шумана, Вагнера, Бородина и Чайковского. Первым руководителем нового оркестра был дирижёр Алонсо Корделас, до этого работавший в Германии и попытавшийся изменить ряд местных традиций — в частности, заменить трёхчастную структуру концерта (с двумя перерывами) двухчастной, начало концертов в девять часов вечера — дневными концертами и т. п. От всех нововведений пришлось вскоре отказаться, и отношения Корделаса с оркестрантами и критиками не сложились; несмотря на ряд важных премьер (первое исполнение в Мадриде Четвёртой симфонии Чайковского и Первой симфонии Брамса), Корделас вынужден был подать в отставку в конце первого сезона. Зато следующий руководитель оркестра, Энрике Фернандес Арбос, проработал во главе коллектива почти 35 лет, осуществив, помимо прочего, две мировые премьеры: симфонической поэмы «Ночи в садах Испании» Мануэля де Фальи (1916) и Второго концерта для скрипки с оркестром Сергея Прокофьева (1935, солист Робер Соэтан).
Гражданская война в Испании нанесла оркестру тяжелейший урон: многие музыканты погибли, другие эмигрировали. Фернандес Арбос умер в 1939 г., основанный в 1940 г. Национальный оркестр Испании бо́льшими гонорарами переманил к себе часть оркестрантов. После трудного двадцатилетия некоторое оживление в судьбе оркестра было связано с его преобразованием в 1958 г. в оркестр Театра сарсуэлы: на протяжении последующих полутора десятилетий домашние и гастрольные выступления Мадридского симфонического оркестра и его звукозаписи были связаны, главным образом, с сарсуэлой. Дальнейшее развитие оркестра было связано с получением им государственного финансирования начиная с 1981 года.

## Музыкальные руководители
- Алонсо Корделас (1903—1904)
- Энрике Фернандес Арбос (1905—1939)
- Энрике Хорда (1940—1945)
- Конрадо Дель Кампо (1946—1950)
- Хосе Мариа Франко (1951—1958)
- Висенте Спитери (1958—1977)

…
- Луис Антонио Гарсиа Наварро (1999—2001)
- Хесус Лопес Кобос (с 2002 г.)